# Declinatie (taalkunde)
In de taalkunde is een declinatie of verbuiging het veranderen van de vorm van een woord, behalve een werkwoord, om de grammaticale functie van dat woord in het zinsverband aan te duiden. Het veranderen van een werkwoord heet vervoeging of conjugatie. Een taal waarin meer of mindere mate declinatie of vervoeging optreedt worden 'flecterend' genoemd. Declinatie en vervoeging zijn vormen van flexie. Declinatie betekent ook de verzameling vormen die een naamwoord aan kan nemen.
Prominente talen die een declinatie bezitten, zijn bijvoorbeeld het Duits, Latijn, Grieks, Pools en Russisch.
De grammaticale vormen die een woord kan aannemen worden naamvallen genoemd. Naamvallen worden vaak in kolommen ofwel woordparadigmata, rijtjes, weergegeven, waar menig taalstudent al dan niet goede herinneringen aan overhoudt.

## Verschillende talen

### Nederlands
Zelfstandige naamwoorden worden in het Nederlands alleen nog naar het verschil tussen enkel- en meervoud verbogen. Het gebruik van naamvallen voor persoonlijke voornaamwoorden is afgezien van datzelfde verschil verloren gegaan. Het verschil tussen het persoonlijke en het bezittelijke voornaamwoord bestaat wel nog steeds.

### Latijn
De declinatie in het Latijn wordt door middel van een suffix aangegeven. Er zijn zeven naamvallen: nominatief, genitief, datief, accusatief, vocatief, ablatief en  de weinig  voorkomende locatief en vijf declinaties, te weten met naamwoorden:
1. op -a, zoals rosa
2. op -us, -um en -e, zoals dominus, templum
3. op -is in de genitivus, zoals caesar, gen. caesaris
4. op -us met genitivus -us, zoals  fructus en
5. op -es, zoals res, dat zaak betekent.